# Trigonodes hyppasia
Espèce
Trigonodes hyppasia est une espèce de lépidoptères (papillons) de la famille des Erebidae et de la sous-famille des Erebinae.

## Répartition
C'est une espèce largement répandue, présente à Bornéo, aux Fidji, en Inde, au Népal, au Sri Lanka, au Zimbabwe, dans le Nord de l'Asie et dans presque tous les pays africains.

## Morphologie

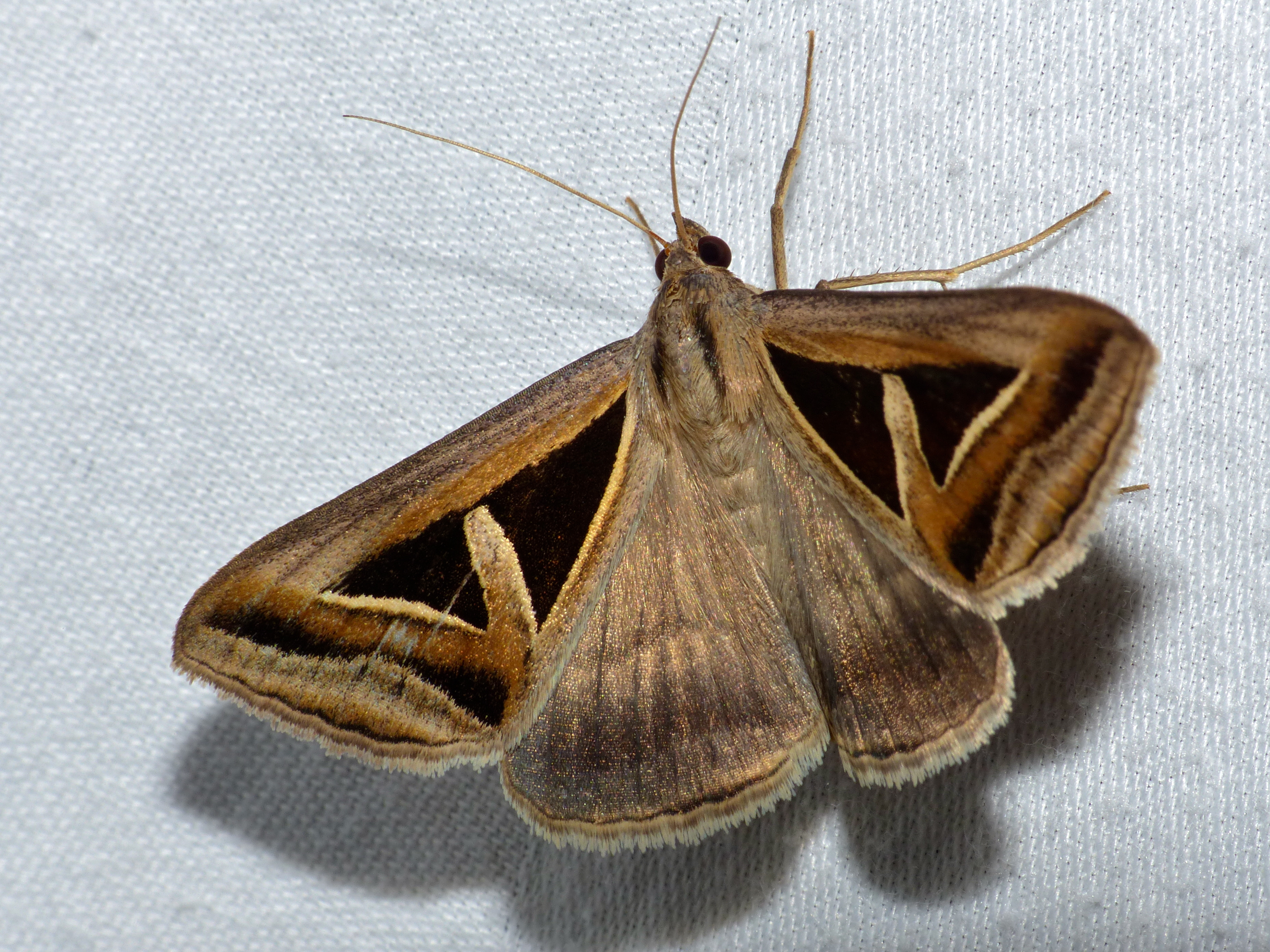
Trigonodes hyppasia

L'imago a une envergure de 30 mm.

## Plantes hôtes
La chenille se nourrit sur différentes espèces de Chrysopogon, Eleusine Glycine, Indigofera, Kummerovia, Medicago, Phaseolus, Rhynchosia et Nephelium.

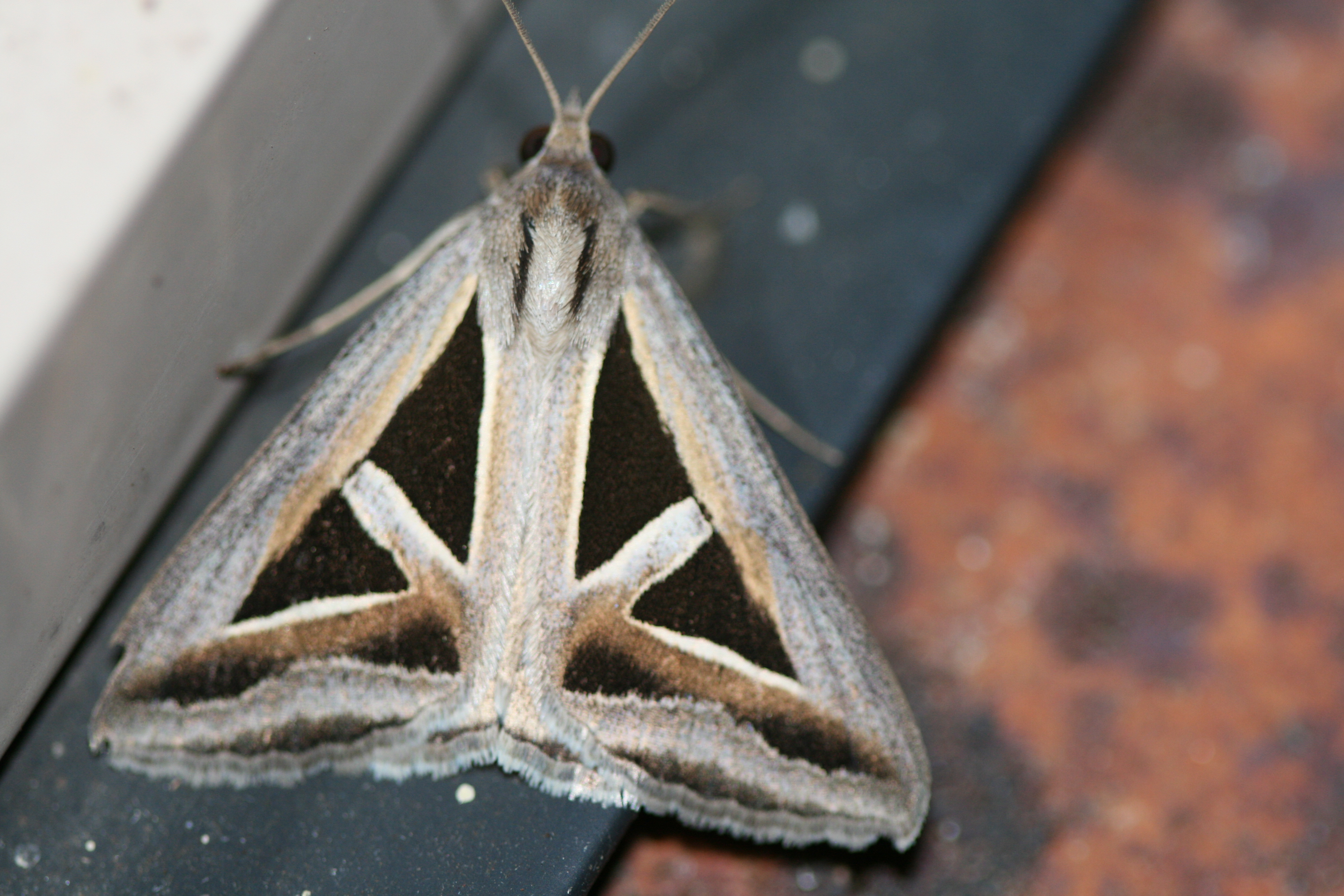
Trigonodes hyppasia

## Taxonomie
Cette espèce a été décrite pour la première fois par Pieter Cramer en 1779.
Synonymes :
- Noctua hyppasia Cramer, 1779 - protonyme
- Chalciope hyppasia
- Phalaena deliana Stoll, 1790
- Chaciope deliana (Stoll, 1790)
- Ophiusa anfractuosa Boisduval, 1833
- Trigonodes acutata Guenée, 1852
- Trigonodes exportata Guenée, 1852
- Trigonodes inacuta Guenée, 1852
- Trigonodes compar Walker, 1858